# Wapen van Sint Pancras
Het wapen van Sint Pancras is het wapen van de voormalige Noord-Hollandse gemeente Sint Pancras. Het wapen werd gebruikt tussen 1818 en 1990, het jaar dat de gemeente Sint Pancras op is gegaan in de gemeente Langedijk. In 1972 kwam de voormalige gemeente Koedijk bij Sint Pancras waardoor het wapen dat jaar alleen tekstueel is aangepast.

## Geschiedenis
Wanneer het wapen voor het eerst gebruikt werd en waar de oorsprong van het wapen ligt is niet bekend. Het wapen werd in 1818 met de volgende tekst op het wapendiploma aan Sint Pancras toegekend:
De HOGE RAAD VAN ADEL, gebruik makende van de magt aan
denzelven toegestaan bij besluit van den 10 Mei 1818 No 60, verleend bij
dezen de Gemeente van St. Pancras het navolgende Wapen:
Zijnde een Schild waarop een dravend bruin Paard
in zijne natuurlijke kleur.
Gedaan in ’s GRAVENHAGE den 15 Julij 1818
onleesbare naam, lid
TER ORDONNATIE VAN DEN HOOGEN RAAD
de Wacker van Zon Secretaris
NB: De spelfout in 'verleend' staat zo in het originele document.

## Blazoenen
De gemeente kreeg op 15 juli 1818 het eerste wapen, dat wapen had de volgende blazoenering:
Een dravend bruin paard in zijne natuurlijke kleur.
Op 18 december 1972 kreeg de gemeente het tweede blazoen:
In zilver een dravend bruin paard op een grond van sinopel. .
In beide wapens staat een bruin, dravend paard op een groene ondergrond.
Abbekerk
· Akersloot
· Andijk
· Ankeveen
· Anna Paulowna
· Assendelft
· Avenhorn
· Barsingerhorn
· Beemster
· Beets
· Bennebroek
· Berkenrode
· Berkhout
· Bijlmermeer
· Blokker
· Bovenkarspel
· Broek in Waterland
· Broek op Langedijk
· Buiksloot
· Bussum
· Callantsoog
· De Rijp
· Egmond
· Egmond aan Zee
· Egmond-Binnen
· Graft
·  Graft-De Rijp
· 's-Graveland
· Groet
· Grootebroek
· Grosthuizen
· Haarlemmerliede
· Haarlemmerliede en Spaarnwoude
· Harenkarspel
· Heerhugowaard
· Hensbroek
· Hoogkarspel
· Hoogwoud
· Ilpendam
· Jisp
· Kalslagen
· Katwoude
· Koedijk
· Koog aan de Zaan
· Kortenhoef
· Krommenie
· Kwadijk
· Langedijk
· Leimuiden
· Limmen
· Marken
· Middelie
· Midwoud
· Monnickendam
· Muiden
· Naarden
· Nederhorst den Berg
· Nibbixwoud
· Niedorp
· Nieuwe Niedorp
· Nieuwendam
· Nieuwer-Amstel
· Noord-Scharwoude
· Noorder-Koggenland
· Obdam
· Oosthuizen
· Opperdoes
· Oterleek
· Oude Niedorp
· Oudendijk
· Oudkarspel
· Oudorp
· Petten
· Ransdorp
· Schardam
· Scharwoude
· Schellingwoude
· Schellinkhout
· Schermer
· Schermerhorn
· Schoorl
· Schoten
· Sijbekarspel
· Sint Maarten
· Sint Pancras
· Sloten
· Spaarndam
· Spaarnwoude
· Spanbroek
· Twisk
· Urk
· Ursem
· Veenhuizen
· Venhuizen
· Warder
· Warmenhuizen
· Waverveen
· Weesp
· Weesperkarspel
· Wervershoof
· Wester-Koggenland
· Westwoud
· Westzaan
· Wieringen
· Wieringermeer
· Wieringerwaard
· Wijdenes
. Wijdewormer
. Wijk aan Zee en Duin
· Wimmenum
· Winkel
· Wognum
· Wormer
· Wormerveer
· Zaandam
· Zaandijk
· Zeevang
· Zijpe
· Zuid-Scharwoude
· Zuid- en Noord-Schermer
· Zwaag

Dorpswapens:
Hauwert
· Volendam
· Zwaagdijk-West